# قصر الخديوي

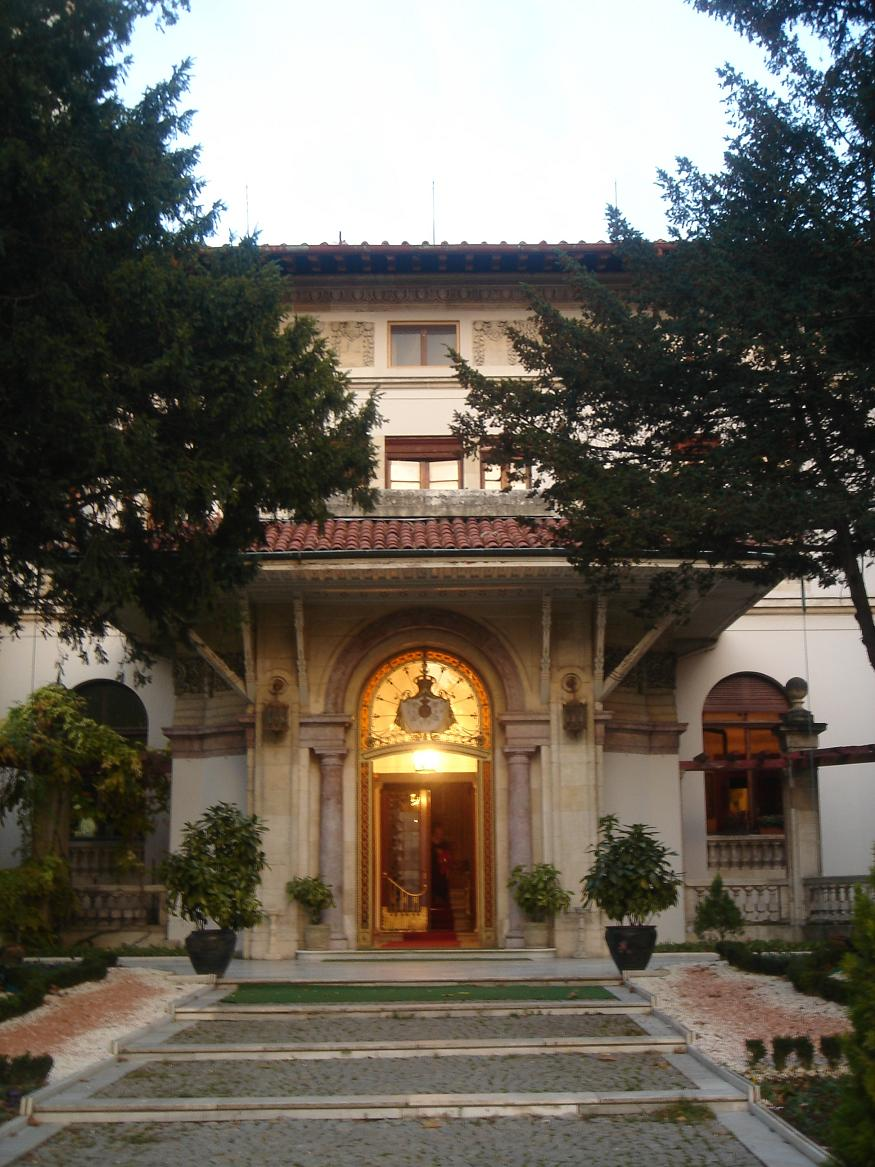
قصر الخديوي.

قصر الخديوي الواقع في إسطنبول هو قصر سكن فيه الخديوي عباس حلمي الثاني.
تم انشاءه من قبل المعماري الإيطالي ديلفو سميناتي عام 1907 م على الطراز الفني الجديد. سكن فيه عباس حلمي بعد عزله من قبل السلطان محمد رشاد الخامس اثناء لقاءه معه بسبب اعلان مصر الاستقلال عن الدولة العثمانية.